# Місис Соффел
«Місис Соффел» (англ. Mrs.Soffel) — кінофільм.

## Сюжет
Сюжет фільму заснований на реальних подіях. 1901 року в Піттсбурзі брати Біддл — Джек і Ед — були засуджені до повішання за вбивство бакалійника. У в'язниці їх навідує дружина наглядача Кейт Соффел і читає їм уривки з Біблії. Ед зачаровує місис Соффел, і вона допомагає братам організувати втечу.

## У ролях
- Даян Кітон — Кейт Соффел
- Мел Гібсон — Ед Біддл
- Меттью Модайн — Джек Біддл
- Едвард Херрманн — Пітер Соффел
- Тріні Альварадо — Айрін Соффел
- Террі О'Квінн — детектив Бак МакГоверн

## Нагороди та номінації
Повний перелік нагород і номінацій — на сайті IMDB.
| Премія                    | Категорія                   | І'мя               | Результат |
| ------------------------- | --------------------------- | ------------------ | --------- |
| Золотий глобус            | Найкраща драматична акторка | Дайан Кітон        | Номінація |
| Берлінський кінофестиваль | Золотий ведмідь             | Джилліан Армстронг | Номінація |